# درکسل
درکسل (به انگلیسی: Drexel) یک شهر در ایالات متحده آمریکا است که در میزوری واقع شده‌است. درکسل ۷٫۱۷ کیلومتر مربع مساحت و ۹۶۵ نفر جمعیت دارد و ۳۰۵ متر بالاتر از سطح دریا واقع شده‌است.